# Vandflagermus
Vandflagermusen (Myotis daubentonii) er en flagermus i familien barnæser. Den er vidt udbredt i Europa og Asien og er en af de almindeligste flagermus i Danmark. Den er kendt for at jage tæt hen over vandfladen på søer, åer, voldgrave og brakvandsfjorde. Tusinder overvintrer hvert år i de jyske kalkgruber, især Daugbjerg Kalkgruber.

## Udseende
Vandflagermusen er en ret lille flagermus med et vingefang på 20-25 cm, en kropslængde på cirka 4,5 cm og en vægt på 5-12 g. Pelsen er gråbrun på oversiden og hvidgrå på undersiden. Som andre Myotis-arter mangler den en lap bag sporebrusken, der strækker sig langs haleflyvehuden fra hælen og totredjedele af vejen ned mod halespidsen. Fra damflagermusen, hvor sporebrusken er lige så lang, adskilles vandflagermusen bedst på størrelsen. Længden af underarmen hos vandflagermusen er gennemsnitlig 37,5 mm og aldrig over 41 mm, mens damflagermusens underarm gennemsnitligt er 45,5 mm og aldrig under 42 mm.

## Levevis
Vinterdvalen foregår i kalkgruber, kældre og brønde eller lignende frostfrie og fugtige steder. Udflyvningen herfra sker fra midten af marts til sidst i april. Sidst på foråret eller først på sommeren samler hunnerne sig i mindre ynglekolonier i hule træer (sjældent i huse), der ligger i nærheden af jagtområderne. Hannerne lever enkeltvis eller i mindre grupper.
Sent om aftenen efter solnedgang begiver vandflagermusen sig afsted fra dagopholdsstedet til jagtområdet. Den følger ledelinjer i landskabet som hegn og skovbryn hen til nærmeste sø eller vandløb, hvor den jager insekter. Den spreder sig herfra til andre vandflader i området. Det er typisk for vandflagermusen, at den bruger over 90 procent af tiden på at jage insekter i lav flugt over vandfladen. Den kan dog også jage omkring toppen af store træer eller langs skovkanter.
Omkring månedsskiftet juni-juli føder hunner, der er i deres andet leveår eller ældre, en enkelt unge. Hunnen vender tilbage til ynglekolonien flere gange i løbet af natten for at give ungerne die.
Kolonierne opløses i slutningen af august, men allerede fra sidst i juli ses mange flagermus ved vinterkvartererne (sværmning). De går dog først i dvale fra sidst i september til først i november. Det menes, at de fleste parringer foregår i vinterkvarteret, der er et vigtigt mødested for kønnene.

## Udbredelse
Vandflagermusen er vidt udbredt i Vest- og Centraleuropa, hvor den er en af de almindeligste arter af flagermus. Mod nord i Skandinavien når den til 63. nordlige breddekreds. Østpå når den til det østlige Sibirien, Kamtjatka, Kurilerne og Hokkaido, Korea, det sydlige Kina, Tibet og det nordøstlige Indien.
I Danmark er vandflagermusen udbredt over hele landet bortset fra visse øer, fx Ærø, Samsø, Anholt og Læsø.